# Lionel Laurent
Lionel Laurent (* 10. Oktober 1964 in Moûtiers) ist ein ehemaliger französischer Biathlet.
Lionel Laurent aus Méribel gehörte in den 1980er und 1990er Jahren zu den stärksten französischen Biathleten. Seit der Saison 1984/85 startete der Athlet von Les Douanes Dauphiné im Biathlon-Weltcup. 1986 nahm er in Oslo erstmals an Biathlon-Weltmeisterschaften teil und wurde dort 45. des Einzels und zehnter mit der französischen Staffel. 1987 kam ein 34. Platz im Sprint von Lake Placid hinzu. An den Olympischen Winterspielen 1988 nahm er nicht teil. 1989 nahm er wieder an den Weltmeisterschaften teil, die in dem Jahr in Feistritz ausgetragen wurden. Im Sprint kam Laurent auf den 51. Platz und 66. des Sprintrennens. Die WM 1990 Kontiolahti brachte einen 28. Rang im Sprint. Die Saisonen 1991/92 und 1992/93 wurden die erfolgreichsten Jahre des Franzosen. Im Gesamtweltcup wurde er 28. und 26., 1993 erreichte er mit einem fünften Rang in einem Sprint in Lillehammer im vorolympischen Rennen seine beste Platzierung im Weltcup, die er nochmals 1994 in Bad Gastein in Einzel erreichte.
1992 nahm Laurent in Albertville an seinen ersten Olympischen Spielen teil. In Frankreich kam er im Einzel zum Einsatz und wurde dort 47. Zwischen den Spielen nahm er an den Weltmeisterschaften 1993 in Borowetz teil und wurde 13. des Einzels und Achter mit der französischen Staffel. Im Teamrennen gewann er an der Seite von Gilles Marguet, Thierry Dusserre und Xavier Blond hinter Deutschland und Russland Bronze. Bei den Olympischen Spielen 1994 in Lillehammer startete er erneut im Einzel und wurde 32. und gewann mit Dusserre, Patrice Bailly-Salins und Hervé Flandin im Staffelrennen die Bronzemedaille hinter Deutschland und Russland. Bei den Biathlon-Weltmeisterschaften 1995 in Antholz wurde Laurent 33. des Sprints. Erfolgreicher war er in den Mannschaftsrennen. Mit Bailly-Salins, Dusserre und Flandin gewann er hinter der deutschen Staffel den Vizeweltmeistertitel und mit Dusserre, Franck Perrot und Stéphane Bouthiaux hinter Norwegen und Tschechien die Bronzemedaille im Mannschaftswettbewerb. Sein Karriereende fiel mit den Biathlon-Weltmeisterschaften 1997 in Osrblie zusammen. Er kam im Einzel zum Einsatz und wurde dort 72., mit der Mannschaft Siebter.
Nach seiner aktiven Karriere wurde Laurent Trainer und betreute als Nationaltrainer das französische Frauenteam.

## Biathlon-Weltcup-Platzierungen
Die Tabelle zeigt alle Platzierungen (je nach Austragungsjahr einschließlich Olympische Spiele und Weltmeisterschaften).
- 1.–3. Platz: Anzahl der Podiumsplatzierungen
- Top 10: Anzahl der Platzierungen unter den ersten zehn (einschließlich Podium)
- Punkteränge: Anzahl der Platzierungen innerhalb der Punkteränge (einschließlich Podium und Top 10)
- Starts: Anzahl gelaufener Rennen in der jeweiligen Disziplin

| Platzierung                                                     | Einzel | Sprint | Verfolgung | Massenstart | Team | Staffel | Gesamt |
| --------------------------------------------------------------- | ------ | ------ | ---------- | ----------- | ---- | ------- | ------ |
| 1. Platz                                                        |        |        |            |             |      |         |        |
| 2. Platz                                                        |        |        |            |             |      | 1       | 1      |
| 3. Platz                                                        |        |        |            |             | 2    | 1       | 3      |
| Top 10                                                          | 1      | 2      |            |             | 3    | 4       | 10     |
| Punkteränge                                                     | 7      | 12     |            |             | 3    | 4       | 26     |
| Starts                                                          | 35     | 36     |            |             | 3    | 4       | 78     |
| Stand: Daten nicht komplett, mit Olympischen und WM-Ergebnissen |        |        |            |             |      |         |        |